# Peter van de Merwe
Peter van de Merwe (Breda, 1942. január 13. – Sint Willebrord, 2016. február 24.) válogatott holland labdarúgó, kapus.

## Pályafutása
1959 és 1970 között a NAC Breda csapatában szerepelt a holland élvonalban (egy idényt, 1965–66-ost kivéve) és 218 mérkőzésen lépett pályára.
1962-ben öt alkalommal szerepelt a holland válogatottban.
1970-ben sorozatos sérülések miatt kénytelen volt visszavonulni az aktív labdarúgástól.